# مقاطعة أوين (كنتاكي)
مقاطعة أوين (بالإنجليزية: Owen County)‏ هي إحدى المقاطعات في ولاية كنتاكي في الولايات المتحدة الأمريكية.

## أعلام
- ويليس لي